# Stazione meteorologica di Cesena
La stazione meteorologica di Cesena è la stazione meteorologica di riferimento relativa alla città di Cesena.

## Coordinate geografiche
La stazione meteorologica si trova nell'Italia nord-orientale, in Emilia-Romagna, in provincia di Forlì-Cesena, nel comune di Cesena, a 44 metri s.l.m. e alle coordinate geografiche 44°08′N 12°15′E.

## Dati climatologici
In base alla media trentennale di riferimento 1961-1990, la temperatura media del mese più freddo, gennaio, si attesta a +2,7 °C; quella del mese più caldo, luglio, è di +23,7 °C .
| Cesena             | Mesi | Mesi | Mesi | Mesi | Mesi | Mesi | Mesi | Mesi | Mesi | Mesi | Mesi | Mesi | Stagioni | Stagioni | Stagioni | Stagioni | Anno |
| Cesena             | Gen  | Feb  | Mar  | Apr  | Mag  | Giu  | Lug  | Ago  | Set  | Ott  | Nov  | Dic  | Inv      | Pri      | Est      | Aut      | Anno |
| ------------------ | ---- | ---- | ---- | ---- | ---- | ---- | ---- | ---- | ---- | ---- | ---- | ---- | -------- | -------- | -------- | -------- | ---- |
| T. max. media (°C) | 5,8  | 8,7  | 13,2 | 18,1 | 22,8 | 26,9 | 29,5 | 29,5 | 25,9 | 19,9 | 12,8 | 8,0  | 7,5      | 18,0     | 28,6     | 19,5     | 18,4 |
| T. min. media (°C) | −0,4 | 1,0  | 4,2  | 8,1  | 12,0 | 15,8 | 17,9 | 17,5 | 15,0 | 11,0 | 6,2  | 1,9  | 0,8      | 8,1      | 17,1     | 10,7     | 9,2  |